# Bokholt-Hanredder
Bokholt-Hanredder er en by og en kommune i det nordlige Tyskland, beliggende i Amt Rantzau under Kreis Pinneberg. Kreis Pinneberg ligger i den sydlige del af delstaten Slesvig-Holsten.

## Geografi
Bokholt-Hanredder ligger nordvest for Hamborg, og består af landsbyerne Bokholt, Hanredder, Offenau og Voßloch.
Kommunen ligger ved landevejen L 75, mellem Elmshorn og Barmstedt.
Jernbanen Elmshorn-Barmstedt-Bad Oldesloe går gennem kommunen.